# Vatolatsaka
Vatolatsaka is een plaats en commune in het zuiden van Madagaskar, behorend tot het district Betioky Sud, dat gelegen is in de regio Atsimo-Andrefana. Tijdens een volkstelling in 2001 telde de plaats 13.543 inwoners.
De plaats biedt enkel lager onderwijs aan. 55% van de bevolking werkt als landbouwer en 40% houdt zich bezig met veeteelt. Het belangrijkste landbouwproduct is mais; overige belangrijke producten zijn pinda's, maniok en zoete aardappelen. Verder is 5% actief in de dienstensector.